# Cordobilla de Lácara
Cordobilla de Lácara ist eine Gemeinde (municipio) mit 827 Einwohnern (Stand: 2024) in der spanischen Provinz Badajoz in der Autonomen Gemeinschaft Extremadura. 

## Lage
Cordobilla de Lácara liegt etwa 30 Kilometer nordnordwestlich von Mérida in einer Höhe von 360 m. Im Gemeindegebiet liegen die Stauseen Horno Tejero und El Boquéron.

## Demografie
| Einwohnerzahl (1900–2021)                 | Einwohnerzahl (1900–2021) | Einwohnerzahl (1900–2021) | Einwohnerzahl (1900–2021) | Einwohnerzahl (1900–2021) | Einwohnerzahl (1900–2021) | Einwohnerzahl (1900–2021) | Einwohnerzahl (1900–2021) | Einwohnerzahl (1900–2021) | Einwohnerzahl (1900–2021) | Einwohnerzahl (1900–2021) | Einwohnerzahl (1900–2021) | Einwohnerzahl (1900–2021) |
| ----------------------------------------- | ------------------------- | ------------------------- | ------------------------- | ------------------------- | ------------------------- | ------------------------- | ------------------------- | ------------------------- | ------------------------- | ------------------------- | ------------------------- | ------------------------- |
| 1900                                      | 1910                      | 1920                      | 1930                      | 1940                      | 1950                      | 1960                      | 1970                      | 1981                      | 1991                      | 2001                      | 2011                      | 2021                      |
| 1037                                      | 1241                      | 1342                      | 1714                      | 1839                      | 2167                      | 2195                      | 1440                      | 1110                      | 1021                      | 1026                      | 988                       | 878                       |
| Quelle: Instituto Nacional de Estadística |                           |                           |                           |                           |                           |                           |                           |                           |                           |                           |                           |                           |

## Sehenswürdigkeiten
- Dolmen

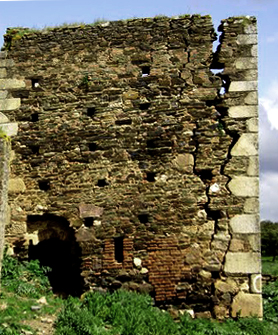
Klosterruine
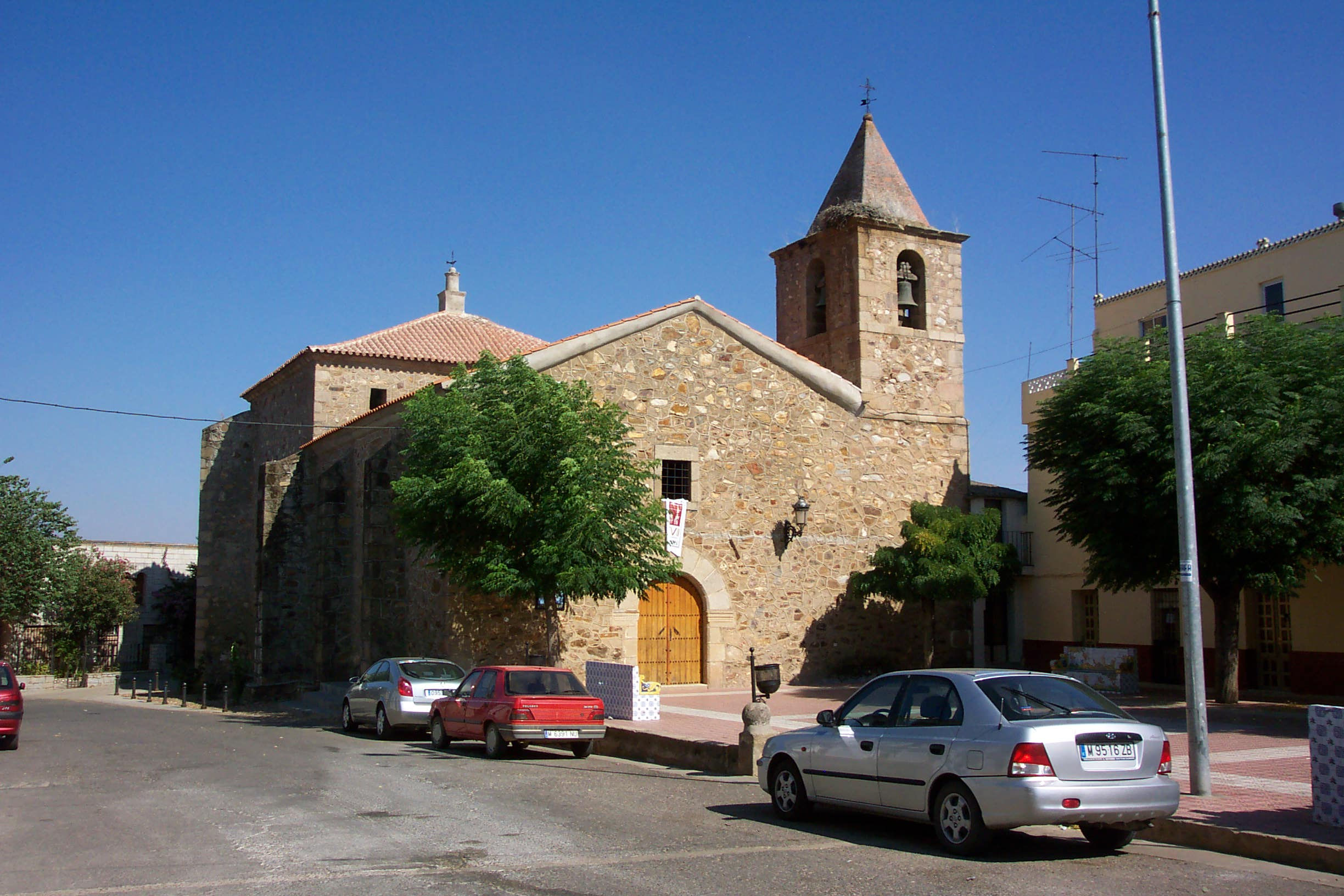
Peterskirche

- Peterskirche (Iglesia de San Pedro Apóstol)
- Justus-und-Pastor-Kapelle

- Klosterruine
- Peterskirche